# Шейнин, Владимир Саулович
Владимир Саулович Шейнин (5 мая 1930, Мстиславль, Могилёвская область, БССР — 12 апреля 2023, Калининград, Россия) — советский и российский хозяйственный деятель, директор тарного комбината (1965—1998), заслуженный работник рыбной промышленности РСФСР (1985), почётный гражданин Калининграда.

## Биография
Родился 5 мая 1930 года в городе Мстиславль. Закончил 4 класса младшей школы в 1941 году. В следующем, 1942 году, Владимир Саулович оказался в эвакуации, где начал трудовую деятельность на сельскохозяйственных работах в селе Семеновка Семипалатинской области. В 1944 году вернулся домой в Мстиславль и продолжил обучение в школе. Окончив школу в 1949 году, поступил в Ленинградскую лесотехническую академию на факультет механической обработки древесины.
В 1954 году, будучи инженером-механиком, переехал по распределению в Калининград. В 1960 году был назначен на должность главного механика Калининградского бондарно-тарного завода, а через год — на должность главного инженера. С 1966 по 1998 год работал директором Калининградского бондарно-тарного завода. Под руководством Владимира Сауловича в 1972 году завод превратился в тарный комбинат и в его состав была включена жестяно-баночная фабрика.
Неоднократно избирался депутатом Московского районного Совета Калининграда (1966—1993). С 1966 по 1993 год — член Калининградского горкома КПСС.
Скончался 12 апреля 2023 года на 93-м году жизни.

## Награды
В 1985 году получил звание Заслуженный работник рыбной промышленности РСФСР. В 1974 и 1986 году награждён двумя орденами Трудового Красного Знамени. В 1981 году получил орден Дружбы народов. В 1997 году награждён орденом Почета и званием «Ветеран труда». В 1998 году удостоен звания Почётный гражданин Калининграда.